# القفيف (مذيخرة)

تعديل مصدري - تعديل

القفيف محلة تابعة لقرية حمر اعلى، التابعة لعزلة الجوالح بمديرية مذيخرة إحدى مديريات محافظة إب في الجمهورية اليمنية، بلغ تعداد سكانها 134 حسب تعداد اليمن لعام 2004. 
وتنقسم إلى قريتين قفيف أعلى  
وقفيف أسفل وفيها سوق يسمى سوم النجد سوم النجد (مذيخرة)